# Crenidorsum magnisetae
Crenidorsum magnisetae là một loài côn trùng cánh nửa trong họ Aleyrodidae, phân họ Aleyrodinae.
Crenidorsum magnisetae được Russell miêu tả khoa học đầu tiên năm 1945.